# Michael Jackson's Vision
Michael Jackson's Vision là một box set DVD của ca sĩ người Mỹ Michael Jackson, phát hành vào ngày 22 tháng 11 năm 2010 bởi Epic Records, Legacy Recordings, và thương hiệu riêng của Jackson, MJJ Productions. Nó bao gồm 3 DVD, với 42 video ca nhạc trong thời lượng 4.5 tiếng cùng với chất lương hình ảnh và âm thanh được biên tập lại. Khi còn sống, Jackson thường đề cập rằng mỗi sản phẩm của mình là những "phim ngắn" chứ không phải video ca nhạc. Đây là lần đầu tiên mà toàn bộ những video của nam ca sĩ được phát hành trên cùng một bộ DVD. Theo tuyên bố của các nhà sản xuất, bộ video đã công nhận Michael Jackson là "người đi tiên phong trong việc thay đổi hình thức phim ngắn trong ngành giải trí".
Đĩa 1 bao gồm những video các bài hát từ các album Off the Wall, Thriller và Bad trong khi đĩa 2 là những video từ các bài hát trong album Dangerous, HIStory: Past, Present and Future, Book I, Blood on the Dance Floor: HIStory in the Mix và Invincible. Đĩa thứ 3, là một đĩa bonus gồm 7 video. Michael Jackson's Vision bao gồm phiên bản đầy đủ của "Thriller" và "Black or White" do John Landis đạo diễn cũng như "Bad" của đạo diễn từng giành giải Oscar Martin Scorsese. Ấn phẩm này bao gồm cả sự hợp tác của Jackson với những đạo diễn đáng chú ý khác như John Singleton, Spike Lee và David Fincher cũng như "Ghosts", với huyền thoại các hiệu ứng đặc biệt Stan Winston. Michael Jackson's Vision phiên bản box set giới hạn còn bao gồm một cuốn sách ảnh 60 trang bao gồm những hình ảnh hậu trường các video của Jackson, trong đó bao gồm thông tin của mỗi video bao gồm: nhạc sĩ, album, giám đốc, ngày sản xuất, địa điểm ghi hình và nhiếp ảnh.
Mười video ca nhạc trước đây chưa từng xuất hiện trên các sản phẩm băng hình trước bao gồm "One More Chance". Các video "Smooth Criminal", "Speed Demon", "Come Together", và "Leave Me Alone" nằm trong bộ phim năm 1988 của Jackson Moonwalker. Phân đoạn của "Smooth Criminal" trong phim thực sự là hơn 40 phút dài nhưng bài hát và vũ đạo chỉ có 10 phút. Video "Another Part of Me" được trích trong Bad World Tour và "Will You Be There" được trích trong Dangerous World Tour.
Video "HIStory" là phim ngắn duy nhất không có trong box set này. Video âm nhạc ban đầu của "Blood on the Dance Floor" được thay thế bằng bản Refugee Camp Mix mà không rõ lý do. Các video cho bài hát "Torture" và "Body" cũng không có, dù thực tế rằng Michael đã xuất hiện trong cả hai clip. Video âm nhạc cho "2300 Jackson Street" cũng không xuất hiện.
Ngày 15 tháng 2 năm 2011, Michael Jackson's Vision đã được chứng nhận 5 đĩa Bạch kim bởi RIAA cho doanh số bán hàng hơn nửa triệu bản tại Hoa Kỳ. Ngày 31 tháng 12 năm 2010, nó cũng được chứng nhận kim cương ở Pháp (cho doanh thu hơn 60.000 bản) và 2 đĩa Bạch kim ở Úc. Ngày 29 tháng 5 năm 2011, boxset đạt được chứng nhận Vàng tại New Zealand. Nó cũng đã được chứng nhận Vàng tại Áo  và Bạch kim tại Ba Lan.

## Giới thiệu video
Không giống như những DVD trước, Michael Jackson's Vision bao gồm phần giới thiệu tiêu đề cho tất cả các video. Đối với đĩa 1 và 2, trước khi bắt đầu mỗi video, phân đoạn giới thiệu là một clip hoạt hình ngắn, trong khi đĩa bonus chỉ có tiêu đề.

## DVD Menu
- Play All - Phát tất cả các video theo thứ tự.
- Short Films - Đoạn giới thiệu ngắn cho tất cả các video.
- Random Mix - Phát tất cả các video một cách ngẫu nhiên.
- Resume - Tiếp tục phát sau khi bạn đã ngắt đột ngộ.

## Danh sách bài hát
| Đĩa 1Thời lượng: 1:52:29 1. "Don't Stop 'Til You Get Enough" – 4:12 (Off the Wall, tháng 7 năm 1979) - Đạo diễn: Nick Saxton 2. "Rock With You" – 3:22 (Off the Wall, tháng 11 năm 1979) - Đạo diễn: Bruce Gowers 3. "She's Out of My Life"* – 3:35 (Off the Wall, tháng 2 năm 1980) - Đạo diễn: Bruce Gowers 4. "Billie Jean" – 4:54 (Thriller, tháng 1 năm 1983) - Đạo diễn: Steve Barron 5. "Beat It" – 4:57 (Thriller, tháng 2 năm 1983) - Đạo diễn: Bob Giraldi 6. "Thriller" – 13:42 (Thriller, tháng 12 năm 1983) - Đạo diễn: John Landis 7. "Bad" – 18:05 (Bad, tháng 9 năm 1987) - Đạo diễn: Martin Scorsese 8. "The Way You Make Me Feel" – 9:24 (Bad, tháng 11 năm 1987) - Đạo diễn: Joe Pytka 9. "Man in the Mirror" – 5:03 (Bad, January 1988) - Đạo diễn: Don Wilson 10. "Dirty Diana" – 5:05 (Bad, tháng 4 năm 1988) - Đạo diễn: Joe Pytka 11. "Smooth Criminal" – 9:27 (Bad, tháng 10 năm 1988) - Đạo diễn: Colin Chilvers 12. "Another Part of Me" – 4:45 (Bad, tháng 7 năm 1988) - Đạo diễn: Patrick T. Kelly 13. "Speed Demon" – 10:08 (Bad, tháng 10 năm 1988) - Đạo diễn: Will Vinton 14. "Come Together" – 5:40 (HIStory: Past, Present and Future, Book I, tháng 10 năm 1988) - Đạo diễn: Jerry Kramer và Colin Chilvers 15. "Leave Me Alone" – 4:36 (Bad, tháng 2 năm 1989) - Đạo diễn: Jim Blashfield và Paul Diener 16. "Liberian Girl" – 5:34 (Bad, tháng 7 năm 1989) - Đạo diễn: Jim Yukich Đĩa 2Thời lượng: 2:05:36 1. "Black or White" – 11:01 (Dangerous, tháng 10 năm 1991) - Đạo diễn: John Landis 2. "Remember the Time" – 9:16 (Dangerous, tháng 1 năm 1992) - Đạo diễn: John Singleton 3. "In the Closet" – 6:05 (Dangerous, tháng 4 năm 1992) - Đạo diễn: Herb Ritts 4. "Jam" – 7:59 (Dangerous, tháng 7 năm 1992) - Đạo diễn: David Nelson 5. "Heal the World" – 7:32 (Dangerous, tháng 11 năm 1992) - Đạo diễn: Joe Pytka 6. "Give In to Me" – 5:29 (Dangerous, tháng 2 năm 1993) - Đạo diễn: Andy Morahan 7. "Who Is It" – 6:34 (Dangerous, tháng 6 năm 1992) - Đạo diễn: David Fincher 8. "Will You Be There" – 5:55 (Dangerous, tháng 6 năm 1993) - Đạo diễn: Vincent Paterson 9. "Gone Too Soon" – 3:38 (Dangerous, tháng 12 năm 1993) - Đạo diễn: Bill DiCicco 10. "Scream" – 4:47 (HIStory: Past, Present and Future, Book I, tháng 5 năm 1995) - Đạo diễn: Mark Romanek 11. "Childhood" – 4:29 (HIStory: Past, Present and Future, Book I, tháng 5 năm 1995) - Đạo diễn: Nicholas Brandt 12. "You Are Not Alone" – 5:34 (HIStory: Past, Present and Future, Book I, tháng 8 năm 1995) - Đạo diễn: Wayne Isham 13. "Earth Song" – 6:44 (HIStory: Past, Present and Future, Book I, tháng 11 năm 1995) - Đạo diễn: Nicholas Brandt 14. "They Don't Care About Us" – 7:08 (HIStory: Past, Present and Future, Book I, tháng 3 năm 1996) - Đạo diễn: Spike Lee 15. "Stranger in Moscow" – 5:33 (HIStory: Past, Present and Future, Book I, tháng 11 năm 1996) - Đạo diễn: Nicholas Brandt 16. "Blood on the Dance Floor" – 5:27 (Blood on the Dance Floor: HIStory in the Mix, tháng 3 năm 1997) - Đạo diễn: Michael Jackson và Vincent Paterson 17. "Ghosts"* – 3:58 (Blood on the Dance Floor: HIStory in the Mix, tháng 7 năm 1997) - Đạo diễn: Stan Winston 18. "You Rock My World" – 13:30 (Invincible, tháng 8 năm 2001) - Đạo diễn: Paul Hunter 19. "Cry" – 4:57 (Invincible, tháng 12 năm 2001) - Đạo diễn: Nicholas Brandt Đĩa BonusThời lượng: 35:05 1. "Blame It on the Boogie" (The Jacksons) – 3:32 (Destiny, tháng 10 năm 1978) 2. "Enjoy Yourself" (The Jacksons) – 3:31 (The Jacksons, tháng 10 năm 1976) 3. "Can You Feel It" (The Jacksons) – 9:37 (Triumph, tháng 9 năm 1980) - Đạo diễn: Bruce Gowers và Robert Abel 4. "Say Say Say" (Paul McCartney và Michael Jackson) – 4:57 (Pipes of Peace, tháng 10 năm 1983) - Đạo diễn: Bob Giraldi 5. "They Don't Care About Us"* (Phiên bản tù giam) – 4:52 (HIStory: Past, Present and Future, Book I, tháng 6 năm 1996) - Đạo diễn: Spike Lee 6. "Why" (3T hợp tác với Michael Jackson) – 4:33 (Brotherhood, tháng 1 năm 1996) 7. "One More Chance"* – 4:03 (Number Ones, tháng 11 năm 2003) - Đạo diễn: Nicholas Brandt *Chưa được phát hành trước đó |

## Những thay đổi
Một số video ca nhạc đã được thay đổi và khác với những phiên bản phát hành trước.
- "Billie Jean" – một số hiệu ứng không mong muốn như tia sáng bật lên dưới chân của Michael trong cảnh nhảy đã được biến mất.
- "Bad" – phiên bản đầy đủ 18 phút.
- "The Way You Make Me Feel" – đây là phiên bản 9 phút; bao gồm những tiếng lẩm bẩm và tiếng ồn của Michael.
- "Smooth Criminal" – đây là phiên bản 9 phút như trong HIStory on Film, Volume II.
- "Speed Demon" – những dòng chạy giữa màn hình như trong VHS đã xuất hiện ở phần cuối.
- "Black or White" – phiên bản ban đầu mà không có dòng graffiti phân biệt chủng tộc trên cửa sổ xe hơi và cửa gian hàng.
- "Jam" – âm thanh "hoo" khi Michael Jordan mất bóng vào tay Michael Jackson không được nghe.
- "Heal the World" – có phần giọng đọc giới thiệu như trong Dangerous – The Short Films.
- "Who Is It" – một vài phần không lời đã được sắp xếp lại so với phiên bản phát hành trước.
- "Will You Be There" – không phải là phiên bản trên trang YouTube cá nhân của Michael Jackson. Đây là một phiên bản khác xuất hiện trong Dangerous – The Short Films; một vài giây âm thanh ở đoạn đầu đã bị bỏ qua, và phần kết cũng khác với phiên bản phát hành trước, không có thiên thần bay đến Michael; thay vào đó, khi nam ca sĩ hát, cảnh khán giả được chuyển động chậm và kết thúc.
- "Gone Too Soon" – là phiên bản trên trang YouTube cá nhân của Michael Jackson, không phải phiên bản trong Dangerous – The Short Films.
- "Scream" – là phiên bản có từ "fucking" và Janet giơ ngón tay giữa chưa qua kiểm duyệt.
- "You Are Not Alone" – là phiên bản không có cảnh Michael khỏa thân với cánh thiên thần sau lưng.
- "Earth Song" – hầu hết các hiệu ứng âm thanh đã biến mất và thông điệp cuối đoạn video cũng không xuất hiện.
- "Blood on the Dance Floor" – phiên bản ban đầu của video được thay thế bởi Refugee Camp Remix, như trên HIStory on Film, Volume II.
- "Ghosts" – là phiên bản trích trong bộ phim cùng tên.
- "You Rock My World" – phiên bản 13 phút đầy đủ.
- "Can You Feel It" – bao gồm phần chạy chữ ở phần kết.
- "They Don't Care About Us" (Phiên bản tù giam) – có nhiều sự thay đổi so với bản phát sóng trên TV.

## Xếp hạng và chứng nhận
| Bảng xếp hạng (2010)       | Vị trí cao nhất |
| -------------------------- | --------------- |
| Finnish DVD Chart          | 3               |
| French DVD Chart           | 1               |
| Italian DVD Chart          | 1               |
| Spanish DVD Chart          | 1               |
| Austrian DVD Chart         | 1               |
| Swiss DVD Chart            | 1               |
| US Billboard DVD Chart     | 2               |
| UK DVD Chart               | 2               |
| Australian DVD Chart       | 2               |
| Belgian Flanders DVD Chart | 3               |
| Belgian Wallonia DVD Chart | 2               |
| Dutch DVD Chart            | 3               |

| Nước           | Chứng nhận  |
| -------------- | ----------- |
| Úc             | 2× Bạch kim |
| Áo             | Vàng        |
| Pháp           | Kim cương   |
| New Zealand    | Vàng        |
| Ba Lan         | Bạch kim    |
| Tây Ban Nha    | Vàng        |
| Vương quốc Anh | Vàng        |
| Mỹ             | 5× Bạch kim |